# Buick Envision
La Buick Envision est un crossover du constructeur automobile américain Buick. Lancée en 2014 en Chine, Elle est vendue depuis 2016 aux États-Unis.

## Première génération (2014 - 2023)
L'Envision est introduite pour la première fois en Chine en août 2014, également connue sous son nom chinois, «Ang Ke Wei» (昂科威). Sa commercialisation débuta en Chine le 20 octobre de la même année.
L'Envision est introduite aux États-Unis au salon de Détroit le 11 janvier 2016, partageant le segment avec un GMC Terrain de deuxième génération et le Chevrolet Equinox. Elle fut mise en vente aux États-Unis à l'été 2016, ce qui en fait le premier véhicule GM fabriqué en Chine à être vendu en Amérique. Elle était initialement proposée avec une traction intégrale, puis avec une traction avant en option pour 2017.

### Motorisations

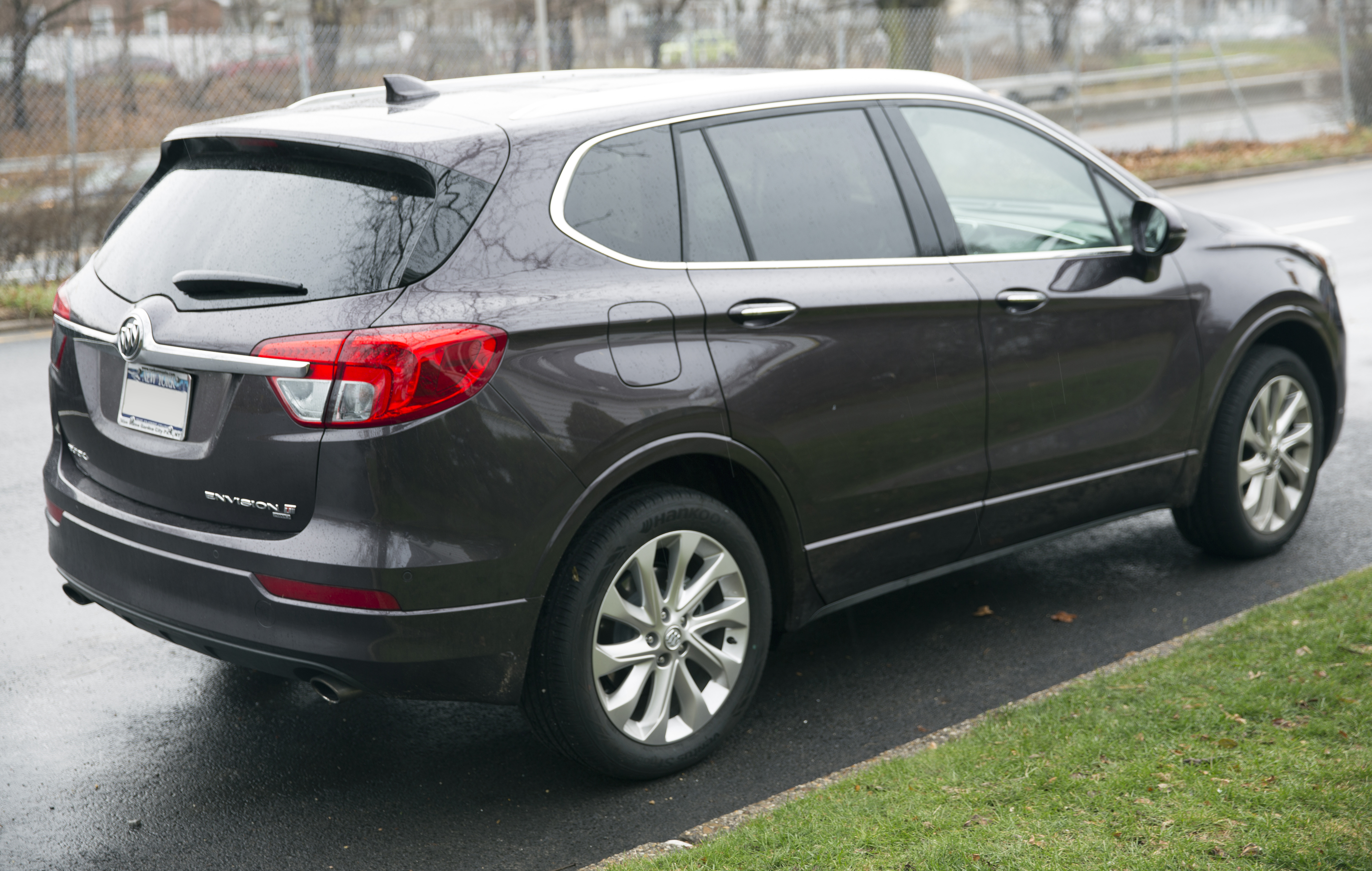
Vue de l'arrière.

La version nord-américaine de l'Envision est dotée de deux groupes motopropulseurs : un quatre cylindres de 2,5 L avec 200 ch (147 kW) et un couple de 260 N m, et un quatre cylindres turbo de 2,0 L de 255 ch (188 kW) et de 353 N m de couple. Les deux étaient initialement jumelés à une boite automatique à six vitesses. En 2016, l'Envision n'était disponible que dans les versions Premium I et Premium II, avec le moteur turbo de 2,0 L, sept technologies de sécurité active et la connectivité OnStar / Intellilink. Les niveaux de finition sont passés à cinq pour 2017.
En plus des plus gros moteurs proposés en Amérique du Nord, les acheteurs chinois ont également un moteur turbocompressé de 1,5 L.

## Deuxième génération (2020 - )
En mai 2020, GM a introduit la deuxième génération de l'Envision aux États-Unis. Il sera propulsé par un quatre cylindres turbocompressé de 2,0 L produisant 231 ch (170 kW), et un couple de 350 N m, jumelé à une boite de vitesses automatique à 9 rapports. L'Envision de 2021 comprend une suite de fonctionnalités de sécurité standard, notamment un moniteur d'angle mort, un avertissement de sortie de voie et une alerte de collision avant. Quatre niveaux de finition seront proposés: Base, Preferred, Essence et, pour la première fois, la version premium Avenir.
En Chine, le nouvel Envision sera vendu aux côtés de l'Envision de première génération sous le nom d'Envision S. Le nouvel Envision continuera d'être assemblé en Chine, mais dans l'usine de Jinqiao où les modèles Cadillac sont construits, y compris le Cadillac XT4 avec lequel l'Envision partage sa plateforme.